# Jubilejska godina 2025.
Jubilejska godina 2025. (lat. Iubilaeum A. D. MMXXV), poznata i kao Jubilej nade (Iubilaeum spei) i Godina nade (Annum spei), redovna je jubilejska godina u Katoličkoj Crkvi, koju je na Badnjak 2024. otvorio papa Franjo otvaranjem Svetih vrata (Portae Sanctae) na bazilici sv. Petra i misom bdjenja u Vatikanu. Trajat će do Sveta tri kralja 6. siječnja 2026. godine.
Bula proglašenja jubileja Spes non confundit objavljena je na svetkovinu Uzašašća 9. svibnja 2024.
S obzirom na to da je papa Franjo umro na Uskrsni ponedjeljak 21. travnja te da je papa Lav XIV. izabran 8. svibnja, ovo je treći jubilej u povijesti kojim predsjedaju dvojica papa, nakon 1390. (Urban VI. i Bonifacije IX.) te 1700. (Inocent XII. i Klement XI.).

## Sveta vrata i potpuni oprost
Otvaranje i zatvaranje Svetih vrata četiriju glavnih papinskih bazilika (Bazilika sv. Petra, Bazilika sv. Ivana Lateranskog, Bazilika sv. Marije Velike i Bazilika sv. Pavla izvan zidina) u Rimu označavaju početak i kraj jubileja. Svaki vjernik koji prođe kroz jedna od Svetih vrata dobiva potpuni oprost od grijeha, uz ispovijed, pričest i molitvu na nakanu sv. Oca. Uz vrata bazilika, papa Franjo petim Svetim vratima proglasio je i vrata na crkvi u zatvoru Rebibbia u Rimu, na blagdan sv. Stjepana, što je povijesni presedan. Također, svaki katolički mjesni biskup ima pravo proglasiti katedralu, manju baziliku, konkatedralu i marijansko svetište mjestom gdje se može također dobiti potpuni oprost uz iste uvjete kao i u Rimu.
Talijanski vojni ordinarij Santo Marcianò proglasio je 9. siječnja 2025. brod talijanske mornarice »Amerigo Vespucci« jubilejskom crkvom.
| bazilika                        | otvorenje          | zatvaranje         | slika |
| ------------------------------- | ------------------ | ------------------ | ----- |
| Bazilika sv. Petra              | 24. prosinca 2024. | 6. siječnja 2026.  |       |
| Bazilika sv. Ivana Lateranskog  | 29. prosinca 2024. | 28. prosinca 2025. |       |
| Bazilika sv. Marije Velike      | 1. siječnja 2025.  | 28. prosinca 2025. |       |
| Bazilika sv. Pavla izvan zidina | 5. siječnja 2025.  | 28. prosinca 2025. |       |

## Pripreme
Jubilejsku godinu 2025. najavio je papa Ivan Pavao II. na kraju Velikog jubileja 2000. godine. Ovomu jubileju prethodio je Izvanredni jubilej milosrđa 2015.- 2016.
Na kraju Jubileja 2000. papa Ivan Pavao II. obratio se djeci svijeta, napomenuvši da će djeca i mladi tog vremena biti „vodeći igrači na sljedećem Jubileju 2025.“.
Dana 26. prosinca 2021. papa Franjo povjerio je Papinskom vijeću za promicanje nove evangelizacije zadaću pripreme za Jubilej, budući da ga je smatrao temeljnim za jačanje katoličanstva.

### Simboli
U srpnju 2022. predstavljen je službeni logotip jubileja, autora Giacoma Travisanija, odabran među gotovo 300 prijava. Sam autor je o logotipu rekao:
»Zamislio sam ljude svih boja koji hode sa svih krajeva zemlje prema zajedničkoj budućnosti i prema križu koji je sam Krist. Zamislio sam Papu kako, po križu koji postaje sidro, predvodi čovječanstvo koje je priljubljeno uz njega.«
Geslo jubileja je „Hodočasnici nade” (Peregrinantes in spem).
Dana 28. listopada 2024., Vatikan je za jubilej promovirao crtanu maskotu pod nazivom „Luce” (tal. za „svjetlost”), namijenjenu mladima.
Tekst jubilejskog himna napisao je talijanski svećenik Pierangelo Sequeri, a između 270 prijedloga prijavljenih na otvorenu natječaju pobijedio je skladatelj Francesco Meneghello. Stihove su na hrvatski jezik preveli i prepjevali Zlatko Vidulić, don Ante Mateljan i biskup Ivan Šaško.
Papa Franjo sastavio je službenu Molitvu Jubileja 2025.

## Događaji
Oko 25 tisuća volontera iz stotinjak država (najviše iz Italije) sudjelovalo je 8. i 9. ožujka na Jubileju volontera u Rimu.
U Rimu se od 30. svibnja do 1. lipnja održavao Jubilej obitelji, djece, djedova i baka te starijih osoba, na kojemu su sudjelovali i hrvatski vjernici.
Kipovi sv. Mihaela za 1100 godina Hrvatskog Kraljevstva inicijativa je pokrenuta 2024. godine u povodu obilježavanja Jubilejske godine 2025. i 1100. obljetnice Hrvatskog Kraljevstva, u sklopu čega se postavlja jedanaest monumentalnih kipova svetog Mihaela arkanđela na strateškim lokacijama u Hrvatskoj i Bosni i Hercegovini. 

### Posveta hrvatskog naroda Presvetom Srcu Isusovu
Posveta hrvatskog naroda Presvetom Srcu Isusovu je crkveno-nacionalni čin koji Hrvatska biskupska konferencija obnavlja 2025. godine u sklopu Jubilejske godine 2025. Svečana posveta odvija se na svetkovinu Presvetoga Srca Isusova, 27. lipnja 2025. u 19 sati. Ceremonija počinje zvonjavom zvona u trajanju od pet minuta, nakon čega slijedi euharistijsko slavlje. Čin posvete obavlja se nakon Popričesne molitve, koristeći posebno pripremljenu molitvu odobrenu na zasjedanju Hrvatske biskupske konferencije 30. travnja 2025.

## Odjeci
Sredinom siječnja 2025., kubanski predsjednik Miguel Díaz-Canela najavio je u pismu papi Franji oslobađanje 553 zatvorenika „u duhu redovnog Jubileja 2025. koji je proglasio Njegova Svetost papa Franjo”.
U prva dva tjedna od otvorenja jubileja kroz Sveta vrata bazilike svetog Petra u Vatikanu prošlo je više od 545 000 hodočasnika. U prvih mjesec dana taj je broj prešao 1,3 milijuna ljudi.

## Vanjske poveznice
- Službene stranice Jubileja (engl.)